# Зима (станция)
Зима́ — станция Восточно-Сибирской железной дороги на 4934 километре Транссибирской магистрали. Относится к Иркутскому региону ВСЖД. Расположена в городе Зиме Иркутской области.

## История
В 1891 году в связи с сооружением Транссибирской железнодорожной магистрали возникла станция Зима; были построены локомотивное депо, железнодорожные мастерские и жилой посёлок.
В 1959 году Красноярская железная дорога первой в стране была переведена на  переменный ток 25 кВ вплоть до станции Зима ВСЖД; в 1970-е — 1980-е годы был переведён на переменный ток участок от Слюдянки на восток, Слюдянка и Зима стали станциями стыкования. 
После окончания строительства Иркутской ГЭС участок Зима — Иркутск — Слюдянка I был электрифицирован на постоянном токе 3 кВ. В 1995 году участок Зима — Иркутск — Слюдянка был переведён на переменный ток 25 кВ, станции Слюдянка и Зима перестали быть станциями стыкования.
- Памятник электровозу  ВЛ22М-692 на станции Зима
- Станция Зима, 1985.
- Станция Зима, 1990.
- Смена электровоза ЭП1П
- на электровоз ЭП1

## Дальнее следование по станции
По графику 2020 года через станцию проходят следующие поезда:

### Круглогодичное движение поездов
| № поезда    | Маршрут движения           | № поезда    | Маршрут движения           |
| ----------- | -------------------------- | ----------- | -------------------------- |
| 1 «Россия»  | Владивосток — Москва       | 2 «Россия»  | Москва — Владивосток       |
| 3           | Пекин — Москва             | 4           | Москва — Пекин             |
| 5           | Улан-Батор — Москва        | 6           | Москва — Улан-Батор        |
| 7           | Владивосток — Новосибирск  | 8           | Новосибирск — Владивосток  |
| 11          | Владивосток — Самара       | 12          | Самара — Владивосток       |
| 19 «Восток» | Пекин — Москва             | 20 «Восток» | Москва — Пекин             |
| 57          | Иркутск — Тайшет           | 58          | Тайшет — Иркутск           |
| 69          | Чита — Москва              | 70          | Москва — Чита              |
| 71          | Улан-Удэ — Северобайкальск | 72          | Северобайкальск — Улан-Удэ |
| 77          | Нерюнгри — Новосибирск     | 78          | Новосибирск — Нерюнгри     |
| 81          | Улан-Удэ — Москва          | 82          | Москва — Улан-Удэ          |
| 87          | Иркутск — Усть-Илимск      | 88          | Усть-Илимск — Иркутск      |
| 99          | Владивосток — Москва       | 100         | Москва — Владивосток       |
| 207         | Владивосток — Новокузнецк  | 208         | Новокузнецк — Владивосток  |

### Сезонное движение поездов
| № поезда | Маршрут движения | № поезда | Маршрут движения |
| -------- | ---------------- | -------- | ---------------- |
| 205      | Иркутск — Анапа  | 206      | Анапа — Иркутск  |
| 241      | Иркутск — Адлер  | 242      | Адлер — Иркутск  |
| 269      | Чита — Адлер     | 270      | Адлер — Чита     |

## Пригородное сообщение по станции
| № поезда    | Маршрут движения | № поезда    | Маршрут движения |
| ----------- | ---------------- | ----------- | ---------------- |
| Пригородный | Зима — Иркутск   | Пригородный | Иркутск — Зима   |
| Экспресс    | Зима — Иркутск   | Экспресс    | Иркутск — Зима   |
| Пригородный | Зима — Тулун     | Пригородный | Тулун — Зима     |

## В культуре
Станция Зима упоминается:
- в стихотворении Дмитрия Кедрина «Станция Зима»
- в поэме «Станция Зима» Евгения Евтушенко и многочисленных других его стихотворениях;
- в фильме «Детский сад» (1983) о детстве маленького Жени, которого во время эвакуации отправляют к бабушке в сибирский город Зиму;
- предположительно, в песне Григория Лепса на слова Владимира Ильичёва «Зима».
- в фильме "Честь" 1938 г.